# Luba (popolo)
I luba o baluba (dove "ba-" è il prefisso collettivo che indica il popolo; al singolare muluba) sono un popolo di ceppo bantu della Repubblica Democratica del Congo. Sono stanziati nelle regioni boschive e le savane del sud corrispondenti alle province del Kasai-Occidental, Kasai-Oriental e del Katanga nella Repubblica Democratica del Congo in un'area compresa fra il corso del fiume Kasai e il lago Tanganica. La popolazione, di circa 22 milioni di individui, rappresenta il maggior gruppo etnico di tale stato. Parlano le lingue luba, la tshiluba e la kiluba.
I luba svilupparono una società e una cultura a partire dagli anni 400 d.C., e svilupparono in seguito una comunità bene organizzata nella depressione di Upemba conosciuta con il nome di confederazione baluba. La società luba consisteva di minatori, fabbri, falegnami, vasai, artigiani e di persone di altre professioni. Il loro successo e la loro ricchezza crebbero molto nel tempo, ma questo portò al loro graduale declino a causa di bande saccheggiatrici di schiavisti, ladri e terroristi.

## Storia

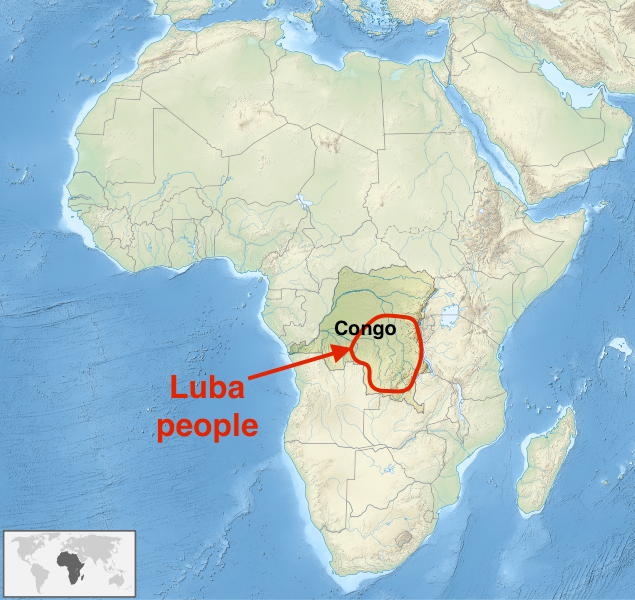
Distribuzione dei luba in Africa centrale.

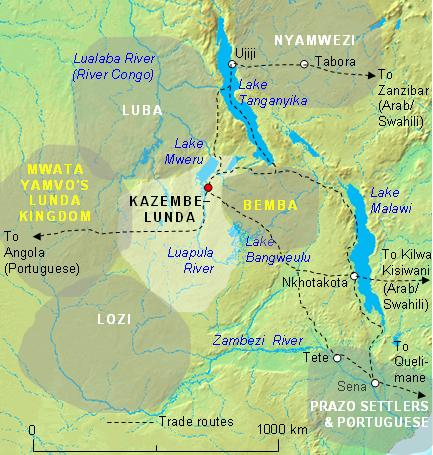
Regno di Luba in relazione alle rotte commerciali nell'area nel XIX secolo

Anticamente, i luba erano a capo di un impero che si estendeva dalla piana dell'Upemba, lago del Kasai Orientale, fino al lago Tanganica. Fondato da Nkongolo Mwamba, l'impero si espanse a partire dal XVI secolo, raggiungendo la massima espansione sotto i monarchi Ilungu Songu (1780 - 1810), Kumwimbe Ngombe (ca. 1840) e Ilunga Kabale.
Il declino ebbe inizio con l'invasione dei negrieri arabi e degli europei.
L'impero luba era retto da un autocrate, il mulopwe, che divideva però il potere con società segreta come la bambudye. Il popolo era di credo animista e credeva in un unico dio onnipotente chiamato Endryo, nell'aldilà e nella reincarnazione.

### Il regno di Luba
Il regno di Luba o Impero Luba fu uno Stato dell'Africa centrale del periodo pre-coloniale fiorito tra il 1585 e il 1889 nel territorio dell'attuale Repubblica Democratica del Congo. Le fonti storiche si riferiscono a questa realtà come a un "impero" a partire dal XVI secolo, benché recenti scavi archeologici hanno rivelato che sin dal VIII secolo i luba avevano raggiunto alti livelli di abilità tecnica soprattutto nel campo della metallurgia e facessero parte di un sistema di rotte commerciali già molto sviluppato. Questo impero sorse nonostante l'asprezza del territorio composta in gran parte da terreni paludosi e lacustri, anche se questa civiltà poté usufruire, a differenza di molti altri imperi africani, delle enormi risorse d'acqua rappresentate dal fiume Zaire. Il sistema economico imperiale limitava nei soli nobili i detentori di tutte le ricchezze e del virtuale monopolio sugli scambi di sale, rame e minerale ferroso, facendone dei magnati il cui potere si estendeva su gran parte dell'Africa Centrale. 

### Il declino e lo Stato Libero del Congo
Nel decennio 1870-1880, i commercianti dell'Africa Orientale cominciarono a cercare schiavi e avorio nelle savane dell'Africa centrale mentre i coloni europei (in particolare i belgi dal 1877) cominciarono a addentrarsi nell'impero Luba in cerca di schiavi, ponendo le basi per il controllo militare e la rapida distruzione del Regno di Luba.
Nel 1889 l'impero fu diviso in due da una controversia di successione tra i regnanti locali e fu poi assorbito nello Stato Libero del Congo di dominazione belga ed il cui re Leopoldo II pose le basi per il controllo militare, politico ed economico del paese governandolo dal 1885 al 1908 con un regime dittatoriale basato sullo sfruttamento ed il terrore.

## Religione
Le credenze religiose tradizionali dei luba comprendeva il concetto di shakapanga o di un creatore universale, (anche detto Leza o Essere supremo) con un mondo naturale ed un mondo soprannaturale. Nel mondo soprannaturale abitavano i bankambo (gli spiriti ancestrali) e bavidye (altri spiriti) con ciò che si unisce all'aldilà se si vive una vita etica (mwikadilo muyampe).
Le religioni luba accettano la possibilità di comunione tra i viventi e i morti e della nascita della morte (Kalumba).
La vita religiosa comprendeva preghiere, canti comunitari, danze, offerte, rituali di passaggio e invocazioni con intermediari detti nsengha o kitobo (sacerdoti) per officiare gli stessi riti. Inoltre, per ansietà e disturbi, erano in servizio un nganga o mfwintshi (guaritore) che eseguivano una divinazione (lubuko). Il pensiero religioso non si limitava ai rituali, ma comprendeva idee di buona persona, buon cuore, dignità per gli altri e rispetto di sé. Il codice religioso della vita civile e della bontà hanno caratterizzato la vita sociale di Luba.
Il cristianesimo fu introdotto dai missionari della regola coloniale belga ed alcuni di questi (come William Burton), eseguirono ricerche etnografiche partendo da una ricerca proiettiva aggressiva e insegnando la cristianità alla gente di Luba, ma impararono e compresero a loro volta le credenze tradizionali locali e la ricchezza culturale.

## Economia

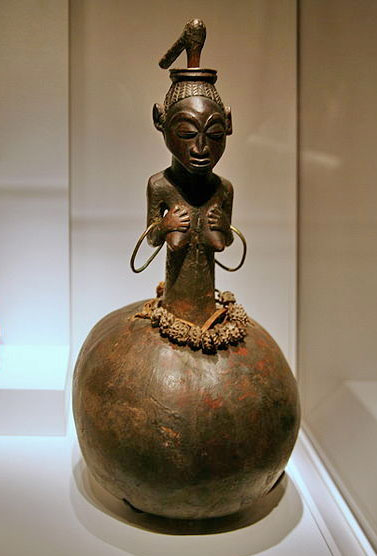
Scultura femminile in legno.

I luba sono dediti perlopiù all'allevamento di animali domestici (pollame, capre e pecore) e alla coltura di sorgo, manioca, mais, banane, zucca e igname (un tubero edule coltivato e consumato in buona parte della costa atlantica africana). Sono abili artigiani ed esperti musicisti e costruttori di strumenti musicali e oggetti artistici in legno.

## Arte
L'arte dei luba si suddivide in una decina di scuole, variegate e distinguibili tra loro, ma caratterizzate dalla grande importanza assegnata allo spirito femminile Vilya. L'arte evidenzia una simmetria della massa e una dolcezza dei passaggi, oltre a un'impronta naturalistica. Le maschere si presentano più robuste, arricchite da una decorazione parietale.

### Noti luba
- Laurent-Désiré Kabila
- Pepe Kalle, musicista
- Albert Kalonji
- Dikembe Mutombo, cestista
- Tshala Muana, musicista
- Kalala Ntumba, calciatore
- Étienne Tshisekedi